# ديك الخلنج الغربي
ديك الخلنج الغربي (Tetrao urogallus)، يُعرف أيضاً بـطيور الخشب، ديك نبات الخلنج، أو فقط ديك الخلنج، وهي أكبر فصيلة في عائلة الطيهوج. أكبر عينة معروفة سجلت في الأسر، وكان وزنها 7.2 كجم (16 رطلاً). هذه الأنواع تظهر مثنوية الشكل الجنسية، حيث أن الذكور ضعف حجم الأنثى. يمكن إيجاد هذه الطيور في أنحاء أوراسيا، وتشتهر هذه الطيور الأرضية التي تعيش في الغابة بعروضها التزواجية. يتم تصنيفها في جميع أنحاء العالم على أنها «أقل اهتمام» من قبل الاتحاد الدولي لحفظ الطبيعة (IUCN).

## روابط خارجية
- Capercaillie mating game on the Internet Bird Collection
- Capercaillie at RSPB Birds by Name
- Aigas Field Centre Capercaillie Ecology and breeding programme pages
- Western Capercaillie—pictures in nature photographer Janne Heimonen's photo gallery
- BirdLife species factsheet for Tetrao urogallus
- "ديك الخلنج الغربي". أفيباس [الإنجليزية]‏.{{استشهاد ويب}}:  صيانة الاستشهاد: علامات ترقيم زائدة (link)
- "وسائط عن ديك الخلنج الغربي". إنترنت بيرد كوليكشن.
- معرض الصور عن ديك الخلنج الغربي على فيريو (جامعة دركسل)

- خريطة تفاعلية لنطاق انتشار Tetrao urogallus على IUCN Red List maps
- تسجيلات صوتية لWestern capercaillie على Xeno-canto.